# Derribo del Cessna A185F en 2001
El derribo del Cessna A185F en 2001 fue un incidente ocurrido el 20 de abril de 2001, en el que la Fuerza Aérea del Perú derribó un hidroavión civil, matando a la misionera cristiana estadounidense Veronica "Roni" Bowers, a su pequeña hija Charity y a otros dos pasajeros, todo con la participación de la CIA en el marco de la guerra contra las drogas.
Mientras volaban los cielos del Departamento de Loreto al oriente del Perú, Bowers, su hija Charity, su esposo Jim y su hijo de seis años Cory eran seguidos por un avión de observación de la Agencia Central de Inteligencia (CIA por sus siglas en inglés) de los Estados Unidos. La Fuerza Aérea Peruana estaba operando como parte del Programa de Negación del Puente Aéreo. La CIA no intentó identificar el número de cola del avión propiedad de la iglesia cristiana por procedimiento.

## Descripción
En un video difundido por la CIA, se puede escuchar a los observadores de la CIA discutiendo si el Cessna A185E (con matrícula peruana OB-1408), que había salido de la localidad de Islandia; cerca de la frontera con Brasil, hay un "bandido" (avión de drogas) o un "amigo" (amistoso). Luego, un oficial de la CIA le dice a un oficial de la Fuerza Aérea del Perú (FAP) que es posible que el avión aterrice en Iquitos para verificarlo. El avión de la FAP luego emite una advertencia al avión por no tener un plan de vuelo autorizado, pero el piloto no lo escuchó porque estaba en una frecuencia diferente. Mientras el Dragonfly se preparaba para abrir fuego, se puede escuchar a un oficial de la CIA diciendo que el avión "no encaja en el perfil", y otro oficial de la CIA dice: "Ok, entiendo que esta no es nuestra llamada, pero este tipo está en 4.500 pies y no está haciendo ninguna acción evasiva. Recomiendo que lo sigamos. No recomiendo la fase 3 [derribar el avión] en este momento".
Posteriormente, un funcionario peruano pregunta si está autorizada la "fase 3", y el funcionario de la CIA responde preguntando si está "seguro que es un bandido". El funcionario peruano responde afirmativamente y el funcionario de la CIA dice: "Si está seguro". El piloto de la CIA luego dice: "Esto es una mierda" y "Creo que estamos cometiendo un error". El segundo oficial de la CIA dice: "Estoy de acuerdo contigo". La Libélula se acercó, momento en el que el piloto del avión de los Bowers hace contacto con la torre de control de Iquitos, notando que la FAP ha aparecido y no está seguro de lo que quieren.
En la confusión, el avión de la CIA observa que el avión del piloto Bowers está en contacto con la torre, pero a las 15:55 el Dragonfly abrió fuego con una ametralladora. Se puede escuchar al piloto gritar: "¡Me están matando! ¡Nos están matando!" El oficial de la CIA dice: "¡Diles que terminen!" y se escucha a otro oficial diciendo "¡No! ¡No disparen! ¡No más! [¡No más!]". En este punto, el avión ya está en llamas, y la CIA observó el accidente del avión en el río Amazonas, en el distrito de Pebas. y voltearlo. Un oficial de la CIA comenta que si la FAP tiene un helicóptero en la zona, deberían llevarlo allí para rescatarlos. El avión de la CIA luego observa un bote en el río que intenta rescatar a los ocupantes del avión, y un oficial dice: "Obtenga un buen video de esto". Durante los varios años transcurridos desde el incidente, muchos habían declarado que la CIA "ordenó "a la Fuerza Aérea Peruana para derribar el avión, cuando este no es el caso.
Bowers y su hija de siete meses murieron en el tiroteo. El piloto, Kevin Donaldson, recibió un disparo en la pierna pero logró aterrizar el avión. El esposo de Roni y su hijo no resultaron heridos.

## Secuelas
Después del suceso, el gobierno de los Estados Unidos suspendió temporalmente la práctica de asesorar a gobiernos extranjeros sobre el derribo de aviones sobre Perú y Colombia. También pagó una compensación de $ 8 millones a la familia Bowers y al piloto. El programa se suspendió en 2001.
Según un comunicado emitido por la CIA, su personal no tenía autoridad ni para dirigir ni prohibir acciones del gobierno peruano, y los agentes de la CIA no derribaron ningún avión. En el caso Bowers, el personal de la CIA protestó por la identificación del avión misionero como sospechoso de narcotráfico.
Un informe del inspector general de la CIA (CIA-OIG) encontró que la agencia había obstaculizado las investigaciones sobre su participación en el derribo. Peter Hoekstra (el republicano de mayor rango en el Comité Permanente de Inteligencia de la Cámara de Representantes de los Estados Unidos), que publicó estos hallazgos en noviembre de 2008, criticó a la CIA por las muertes "innecesarias".